# La Tola (kommun)
La Tola är en kommun i Colombia.   Den ligger i departementet Nariño, i den västra delen av landet, 500 km sydväst om huvudstaden Bogotá. Antalet invånare är 8 408.